# Cyperus laxus
Cyperus laxus är en halvgräsart som beskrevs av Jean-Baptiste de Lamarck. Cyperus laxus ingår i släktet papyrusar, och familjen halvgräs.

## Underarter
Arten delas in i följande underarter:
- C. l. buchholzii
- C. l. laxus
- C. l. sylvestris